# Liste des chapitres de Space Brothers
Cet article présente la liste des volumes et chapitres du manga Space Brothers.

## Volumes reliés

### Tomes 1 à 10
| no | Japonais          | Japonais          | Français         | Français          |
| no | Date de sortie    | ISBN              | Date de sortie   | ISBN              |
| --- | ----------------- | ----------------- | ---------------- | ----------------- |
| 1 | 21 mars 2008      | 978-4-06-372674-9 | 2 octobre 2013   | 978-2-8116-1261-0 |
| Liste des chapitres : - #1 : Hibito, le cadet, et Mutto, l'aîné (弟ヒビトと兄ムッタ, Otōto Hibito to Ani Mutta) - #2 : Ce qui brille à mes yeux (俺の金ピカ, Ore no Kin Pika) - #3 : La vie, c'est comme une vis (ネジ一個だよ人生は, Neji Ikko Da yo Jinsei wa) - #4 : Le favorisé (一番有利な男, Ichiban Yūri na Otoko) - #5 : Le journal de Serika (せりかの日記, Serika no Nikki) - #6 : Aux côtés de Hibito (日々人の隣, Hibito no Tonari) - #7 : Le frère de Hibito Namba (南波日々人のお兄ちゃん, Nanba Hibito no O Nii Chan) - #8 : Retrouvailles (再会, Saikai) |                   |                   |                  |                   |
| 2 | 23 juin 2008      | 978-4-06-372711-1 | 2 octobre 2013   | 978-2-8116-1262-7 |
| Liste des chapitres : - #9 : Des jours de manque (足りない日々, Tarinai Hibi) - #10 : Samouraï & peanuts (侍&ピーナッツ, Samurai ando Pīnattsu) - #11 : Une histoire de têtes (頭にまつわるエトセトラ, Atama ni Matsuwaru Eto Setora) - #12 : Le mode rouleau (コロコロムッタ, Koro Koro Mutta) - #13 : Très cher frérot (拝啓日々人, Haikei Hibito) - #14 : Un paradis de fumée (白煙天国, Hakuen Tengoku) - #15 : Tout ira pour le mieux (万事OK, Banji Ōkē) - #16 : In the box (握りしメール, Nigirishi Mēru) - #17 : Préparés au pire (それぞれの覚悟, Sorezore no Kakugo) - #18 : L'ISS, porteuse d'espoir (希望はISSにあり, Kibō wa Ai Esu Esu ni Ari)                                            |                   |                   |                  |                   |
| 3 | 22 septembre 2008 | 978-4-06-372732-6 | 4 décembre 2013  | 978-2-8116-1308-2 |
| Liste des chapitres : - #19 : Départ (スタート, Sutāto) - #20 : Virée en car (バスバス走る, Basu Basu Hashiru) - #21 : Le dernier sas (最後の部屋, Saigo no Heya) - #22 : Le caisson d'isolement (閉鎖ボックス, Heisa Bokkusu) - #23 : Pipeau time (でっちあげタイム, Detchiage Taimu) - #24 : Je m'appelle Serika Itô (私の名前は伊東せりかです。, Watashi no Namae wa Itō Serika Desu.) - #25 : Le bracelet noir (黒いバンド, Kuroi Bando) - #26 : La fourmi tridimensionnelle (3次元アリ, San Jigen Ari) - #27 : Le rêve de Fukuda (福田の夢, Fukuda no Yume) - #28 : Yassan (やっさん, Ya' San) |                   |                   |                  |                   |
| 4 | 22 décembre 2008  | 978-4-06-372763-0 | 16 février 2014  | 978-2-8116-1375-4 |
| Liste des chapitres : - #29 : Bibibip (ピピピ, Pi Pi Pi) - #30 : Parlons de l'espace (宇宙の話をしよう, Uchū no Hanashi o Shiyō) - #31 : L'énigme A et l'énigme B (謎Aと謎B, Nazo Ē to Nazo Bī) - #32 : Une sonnerie, mais pas d'horloge (アラームアリ時計ナシ, Arāmu Ari Tokei Nashi) - #33 : Green Card (グリーンカード, Gurīn Kādo) - #34 : Main dans la main (手に手を, Te ni Te o) - #35 : Tordu (ねじれ者, Nejiremono) - #36 : Babou, Kenji ! (かぺ! けんじ!, Kape! Kenji!) - #37 : À la veille de se dire au revoir (さらばの前の日, Saraba no Mae no Hi) - #38 : La pire épreuve (一番酷い仕打ち, Ichiban Hidoi Shiuchi)                                                                        |                   |                   |                  |                   |
| 5 | 23 mars 2009      | 978-4-06-372782-1 | 16 avril 2014    | 978-2-8116-1431-7 |
| Liste des chapitres : - #39 : Pierre - feuille - ciseaux (グーとチョキとパー, Gū to Choki to Pā) - #40 : Retour à la lumière du jour (久しぶりの空, Hisashiburi no Sora) - #41 : Un hic de taille (最小の宇宙船, Saishō no Uchūsen) - #42 : Un de plus (あと1人, Ato Hitori) - #43 : Un rêve en cours (夢の途中, Yume no Tochū) - #44 : Le père, le fils et le petit papa Mutta (親父と息子とムッタクロース, Oyaji to Musuko to Mutta Kurōsu) - #45 : Le jour du nouveau départ (再出発の日, Saishuppatsu no Hi) - #46 : La tondeuse et la pelleteuse (芝刈り男と砂掛け男, Shibakari Otoko to Sunakake Otoko) - #47 : Azuma (吾妻, Azuma) - #48 : À la vitesse du son (マッハの弟, Mahha no Otōto)      |                   |                   |                  |                   |
| 6 | 23 juin 2009      | 978-4-06-372802-6 | 11 juin 2014     | 978-2-8116-1506-2 |
| Liste des chapitres : - #49 : Mise en forme (筋トレ兄, Kin Tore Ani) - #50 : Un entretien douloureux (痛みを伴う面接, Itami o Tomonau Mensetsu) - #51 : En ce moment même (今日、ちょうど今, Kyō, Chōdo Ima) - #52 : La grande question (一つの質問, Hitotsu no Shitsumon) - #53 : L'équipage entre en scène ! (クルー参上!, Kurū Sanjō!) - #54 : Le miracle de Doha (ドーハのきせき, Dōha no Kiseki) - #55 : À la veille du lancement (打ち上げ前夜, Uchiage Zen'ya) - #56 : Fifty-Fifty (5:5 Go Tai Go) - #57 : Le chien, l'ancêtre et Alexander (犬とじじいとアレクサンダー, Inu to Jijii to Arekusandā) - #58 : Un petit coin tranquille (静かな場所, Shizuka na Basho)                             |                   |                   |                  |                   |
| 7 | 23 septembre 2009 | 978-4-06-372832-3 | 27 août 2014     | 978-2-8116-1545-1 |
| Liste des chapitres : - #59 : Décollage (リフトオフ, Rifutoofu) - #60 : Rocket Road (ロケットロード, Roketto Rōdo) - #61 : L'as du pilotage (コントロールおじいちゃん, Kontorōru O Jii Chan) - #62 : Hors limite (入ってはいけない場所, Haitte wa Ikenai Basho) - #63 : Le premier pas (最初の一歩, Saisho no Ippo) - #64 : La grande question (知りたかったこと, Shiritakatta Koto) - #65 : Le lapin de la Lune (月のウサギ, Tsuki no Usagi) - #66 : La lune et le carlib (月夜の晩にパグとハグ, Tsukiyo no Ban ni Pagu to Hagu) - #67 : Lucky 6 (ラッキー6, Rakkī Shikkusu) - #68 : Dans un recoin d'un immense complexe (だだっ広い施設の ほんの一角から, Dadappiroi Shisetsu no Hon no Ikkaku kara) |                   |                   |                  |                   |
| 8 | 22 décembre 2009  | 978-4-06-372858-3 | 15 octobre 2014  | 978-2-8116-1622-9 |
| Liste des chapitres : - #69 : L'astronaute qui danse (踊る宇宙飛行士, Odoru Uchū Hikōshi) - #70 : Au top (トップの男, Toppu no Otoko) - #71 : Deux hommes dans un parc (公園におっさん2人, Kōen ni Ossan Futari) - #72 : Les nouvelles recrues (新メンバー, Shin Menbā) - #73 : Le onzième message (11件目のメール, Jū Ikken Me no Mēru) - #74 : Un idéogramme à interprétation multiple (「人」という字は……, "Hito" to Iu Ji wa......) - #75 : Illusions lunaires (月の錯覚, Tsuki no Sakkaku) - #76 : L'enfer au paradis (天国で地獄, Tengoku de Jigoku) - #77 : Flash (閃光, Senkō) - #78 : Décision à deux (二人の判断, Futari no Handan)                                                           |                   |                   |                  |                   |
| 9 | 23 mars 2010      | 978-4-06-372883-5 | 17 décembre 2014 | 978-2-8116-1653-3 |
| Liste des chapitres : - #79 : 80 minutes (80分, Hachi Juppun) - #80 : Gibson à la rescousse (ギブソンに託す, Gibuson ni Takusu) - #81 : Le choix de Hibito (日々人の選択, Hibito no Sentaku) - #82 : Balade lunaire en solitaire (月面散歩, Getsumen Sanpo) - #83 : Frères (兄弟, Kyōdai) - #84 : Brian (ブライアン, Buraian) - #85 : Peace (ピース, Pīsu) - #86 : Trois astronautes (3人の宇宙飛行士, San Nin no Uchū Hikōshi) - #87 : Sharon (シャロン, Sharon) - #88 : Force Bleue puissance cinq (5人の青レンジャー, Go Nin no Ao Renjā) |                   |                   |                  |                   |
| 10 | 23 juin 2010      | 978-4-06-372909-2 | 18 mars 2015     | 978-2-8116-1848-3 |
| Liste des chapitres : - #89 : Dernier repas avant le départ (食卓と旅立ち, Shokutaku to Tabidachi) - #90 : L'instructeur (訓練教官, Kunren Kyōkan) - #91 : Les comédiens (舞台役者, Butai Yakusha) - #92 : La première promesse (最初の約束, Saisho no Yakusoku) - #93 : Le début de la formation (訓練開始, Kunren Kaishi) - #94 : Le podomètre mental (心にいつも万歩計を, Kokoro ni Itsumo Manpokei o) - #95 : Le principe de l'exercice (訓練の意図, Kunren no Ito) - #96 : Nitta le leader (リーダー新田, Rīdā Nitta) - #97 : Nitta et Mutta (ニッタとムッタ, Nitta to Mutta) - #98 : Le cadet (弟, Otōto) - #99 : Deux grands frères (二人の兄, Futari no Ani)                                    |                   |                   |                  |                   |

### Tomes 11 à 20
| no | Japonais          | Japonais          | Français          | Français          |
| no | Date de sortie    | ISBN              | Date de sortie    | ISBN              |
| --- | ----------------- | ----------------- | ----------------- | ----------------- |
| 11 | 23 septembre 2010 | 978-4-06-372939-9 | 17 juin 2015      | 978-2-8116-2046-2 |
| Extra : Au Japon, le tome 11 (ISBN 978-4-06-362174-7) est sorti en édition spéciale.Liste des chapitres : - #100 : Les cailloux vivants (生きた石コロ, Ikita Ishikoro) - #101 : La ligne d'arrivée (ゴールまで, Gōru made) - #102 : Choix imposé (残りモノ, Nokorimono) - #103 : Pico (ピコ, Piko) - #104 : Rendez-vous manqué (酒の約束, Sake no Yakusoku) - #105 : L'interrupteur d'un ingénieur (技術者のスイッチ, Gijutsusha no Suitchi) - #106 : Le secret du parachute (「パ」から「ト」, "Pa" kara "To") - #107 : L'éloge de l'échec (本気の失敗, Honki no Shippai) - #108 : La colline au cèdre-fusée (ロケット杉のある丘, Roketto Sugi no Aru Oka) - #109 : Le geste du serment (誓いのサイン, Chikai no Sain)                           |                   |                   |                   |                   |
| 12 | 22 décembre 2010  | 978-4-06-372961-0 | 16 septembre 2015 | 978-2-8116-2160-5 |
| Liste des chapitres : - #110 : Rendez-vous (ランデヴー, Randevū) - #111 : Exploration spatiale à échelle réduite (縮小版 宇宙開発, Shukushōban Uchū Kaihatsu) - #112 : Plongeurs et astronautes (海人と宇宙人, Uminchu to Uchunchu) - #113 : Dans l'attente de Hibito (日々人を待つ人々, Hibito o Matsu Hitobito) - #114 : De retour (それぞれの帰還, Sorezore no Kikan) - #115 : Pressentiment (予感, Yokan) - #116 : Les visionnaires (遥か遠くを望む人, Haruka Tōku o Nozomu Hito) - #117 : Une très belle motivation (「素敵な理由」, "Suteki na Riyū") - #118 : La ferveur de l'enfance (若き日のドキドキ, Wakaki Hi no Doki Doki) - #119 : Un grand sourire (それでも彼女は笑っていた, Soredemo Kanojo wa Waratteita)                       |                   |                   |                   |                   |
| 13 | 23 mars 2011      | 978-4-06-372981-8 | 16 décembre 2015  | 978-2-8116-2567-2 |
| Liste des chapitres : - #120 : Une part de gâteau (一切れのケーキ, Hitokire no Kēki) - #121 : Rattrapage et collision (追試追突, Tsuishi Tsuitotsu) - #122 : Le pilote en fauteuil roulant (車イスのパイロット, Kuruma Isu no Pairotto) - #123 : Les deux carnets (二つのノート, Futatsu no Nōto) - #124 : La lettre (手紙, Tegami) - #125 : Un as du manche à balai (一流のパイロット, Ichi Ryū no Pairotto) - #126 : Deneilisation (デニール化, Denīru-ka) - #127 : Les deux claviers (二つの鍵盤, Futatsu no Kenban) - #128 : Last Young (Rasuto Yangu) - #129 : Aux côtés de Hibito (Hibito ni Narabu) |                   |                   |                   |                   |
| 14 | 23 juin 2011      | 978-4-06-387006-0 | 16 mars 2016      | 978-2-8116-2731-7 |
| Liste des chapitres : - #130 : Détour et raccourci (近道と遠回り, Chikamichi to Tōmawari) - #131 : Une détermination proche de la résignation (諦めのような覚悟, Akirame no Yō na Kakugo) - #132 : Répétition (リハーサル, Rihāsaru) - #133 : Le trouble de Hibito (日々人の障害, Hibito no Shōgai) - #134 : La solution potentielle (解決案かもしれない, Kaiketsuan ka mo Shirenai) - #135 : Des routes sur la Lune (道なき月に道を, Michi Naki Tsuki ni Michi o) - #136 : La montée verticale en tonneaux (バーティカル クライム ロール, Bātikaru Kuraimu Rōru) - #137 : La figure magique (魔法の裏技, Mahō no Urawaza) - #138 : Le Valtanien (バルタン星人, Barutan Seijin) - #139 : Mes mains (わたしの両手, Watashi no Ryōte)               |                   |                   |                   |                   |
| 15 | 23 septembre 2011 | 978-4-06-387038-1 | 15 juin 2016      | 978-2-8116-3004-1 |
| Liste des chapitres : - #140 : Olga (オリガ, Origa) - #141 : Le grand héros (英雄, Eiyū) - #142 : Nuageux avec éclaircie alcoolisée (曇りのち酒, Kumori Nochi Sake) - #143 : La fille du cosmonaute (宇宙飛行士の娘, Uchū Hikōshi no Musume) - #144 : Éclaircie (晴れ間, Harema) - #145 : Time Limit (時間切れ, Jikangire) - #146 : Cosmonaute (コスモノート, Kosumonōto) - #147 : Olga, Hibito et Gargarine (オリガとヒビトとガガーリン, Origa to Hibito to Gagārin) - #148 : NEEMO (NEEMO, Nīmo) - #149 : Un secret (秘密, Himitsu) |                   |                   |                   |                   |
| 16 | 22 décembre 2011  | 978-4-06-387065-7 | 21 septembre 2016 | 978-2-8116-3171-0 |
| Liste des chapitres : - #150 : Des fourmis et des monstres (アリとモンスター, Ari to Monsutā) - #151 : NEEMO - Jour 1 (NEEMO初日, Nīmo Shonichi) - #152 : Préparation (予習, Yoshū) - #153 : Space Family (宇宙家族, Uchū Kazoku) - #154 : Kenji et moi (俺とケンジ, Ore to Kenji) - #155 : Andy (アンディ, Andi) - #156 : Le temps manque (足りない時間, Tarinai Jikan) - #157 : Supandaman (スーパンダマン, Sūpandaman) - #158 : Un drôle de tandem (奇遇な二人, Kigū na Futari) - #159 : Il était sur la Lune (月面にいた, Getsumen ni Ita) |                   |                   |                   |                   |
| 17 | 23 mars 2012      | 978-4-06-387090-9 | 14 décembre 2016  | 978-2-8116-3172-7 |
| Au Japon, le tome 17 (ISBN 978-4-06-358381-6) est sorti en édition limitée avec un DVD.Liste des chapitres : - #160 : Lumière (明かり, Akari) - #161 : En vue de demain (明日のために, Ashita no Tame ni) - #162 : Olga à 11 ans, Olga à 12 ans (11のオリガ 12のオリガ, Jū Ichi no Origa Jū Ni no Origa) - #163 : Ma place (自分の場所へ, Jibun no Basho e) - #164 : L'autre frère (もう一人の兄貴, Mō Hitori no Aniki) - #165 : Pretty Dog (プリティ・ドッグ, Puriti Doggu) - #166 : Le même siège (同じシート, Onaji Shīto) - #167 : Dernières paroles (最後の言葉, Saigo no Kotoba) - #168 : Un petit mot et gros porte-bonheur (小っちゃいメモとでっかいお守り, Chitchai Memo to Dekkai O Mamori) - #169 : CO2 High (CO2 HIGH, Shī Ō Tsū Hai) |                   |                   |                   |                   |
| 18 | 22 juin 2012      | 978-4-06-387118-0 | 15 mars 2017      | 978-2-8116-3369-1 |
| Extra : Au Japon, le tome 18 (ISBN 978-4-06-362224-9) est sorti en édition spéciale.Liste des chapitres : - #170 : Au secours de Hibito (ヒビトの救い方, Hibito no Sukuikata) - #171 : Point de côté (俺の横っ腹, Ore no Yokoppara) - #172 : L'équipage suppléant du CES-62 (CES-62バックアップクルー, Sesu Roku Jū Ni Bakku Appu Kurū) - #173 : Les solitaires (孤独な彼ら, Kodoku na Karera) - #174 : Dans un coin de ton cœur (心の片隅に, Kokoro no Katasumi ni) - #175 : Âme sanglante (血みどろの魂, Chimidoro no Tamashii) - #176 : Sérénité et dynamisme (安心と興奮, Anshin to Kōfun) - #177 : En route, mauvaise troupe ! (ワクワクチームワーク, Waku Waku Chīmuwāku) - #178 : Betty (ベティ, Beti)                                     |                   |                   |                   |                   |
| 19 | 23 octobre 2012   | 978-4-06-387149-4 | 14 juin 2017      | 978-2-8116-3370-7 |
| Liste des chapitres : - #179 : Notre avenir (俺らの将来, Orera no Shōrai) - #180 : Père et astronaute (宇宙飛行士であり父であり, Uchū Hikōshi de Ari Chichi de Ari) - #181 : Birthday (バースデー, Bāsudē) - #182 : Séquelles (消えないんだ, Kienainda) - #183 : Poison (毒, Doku) - #184 : Télépathie (テレパシー, Terepashī) - #185 : Le plus grand des astronautes (最強の宇宙飛行士, Saikyō no Uchū Hikōshi) - #186 : Hibito (日々人さん, Hibito San) - #187 : Visite chez Vince (ピンチ男とビンス家, Pinchi Otoko to Binsu Ke) |                   |                   |                   |                   |
| 20 | 22 février 2013   | 978-4-06-387149-4 | 20 septembre 2017 | 978-2-8116-3596-1 |
| Au Japon, le tome 20 (ISBN 978-4-06-358427-1) est sorti en édition limitée avec un DVD.Liste des chapitres : - #188 : Rick (RICK, Rikku) - #189 : Moon Worker (MOON WORKER, Mūn Wākā) - #190 : Le "r" de Rick (Rickの“R”, Rikku no "Āru") - #191 : Avant l'alunissage (着陸の前に, Chakuriku no Mae ni) - #192 : Un miracle électrisant (ビリビリ奇跡, Biri Biri Kiseki) - #193 : Mon plus beau sourire (メイ イッパイノ 笑顔, Mei Ippaino Egao) - #194 : Une bonne nouvelle (イイ知ラセ, Ii Shirase) - #195 : Affectation (アサイン, Asain) - #196 : S'il te plaît, madame la lune (頼むぜお月さん, Tanomu ze O Tsuki San) |                   |                   |                   |                   |

### Tomes 21 à 30
| no | Japonais          | Japonais          | Français          | Français          |
| no | Date de sortie    | ISBN              | Date de sortie    | ISBN              |
| --- | ----------------- | ----------------- | ----------------- | ----------------- |
| 21 | 21 juin 2013      | 978-4-06-387223-1 | 13 décembre 2017  | 978-2-81-163788-0 |
| Extra : Au Japon, le tome 21 (ISBN 978-4-06-358456-1) est sorti en édition spéciale contenant une peluche d'Apo.Liste des chapitres : - #197 : C'est moi (俺です, Ore Desu) - #198 : Cent millions de dollars (1億ドル, Ichi Oku Doru) - #199 : Réconfort (救い, Sukui) - #200 : Table rase (白紙, Hakushi) - #201 : La fin de l'ISS (ISSを終わらせる, Ai Esu Esu o Owaraseru) - #202 : L'échappatoire (突破口, Toppakō) - #203 : Qui est Mutta Namba (「南波六太」という人, "Nanba Mutta" to Iu Hito) - #204 : Première partie (第一案, Dai Ichi An) - #205 : Résolus à l'échec (失敗覚悟で, Shippai Kakugo de) |                   |                   |                   |                   |
| 22 | 23 octobre 2013   | 978-4-06387263-7  | 21 mars 2018      | 978-2-8116-4070-5 |
| Extra : Au Japon, le tome 22 (ISBN 978-4-06-358466-0) est sorti en édition spéciale contenant une petite lunette astronomique, un collier et des autocollants.Liste des chapitres : - #206 : "5 812" (「5812」, "Go Sen Happyaku Jū Ni") - #207 : Output Tavern (OUTPUT TAVERN, Autoputto Tavān) - #208 : Parker et Walter (パーカーとウォルター, Pākā to Worutā) - #209 : Galaxy Spicy Burger (ギャラクシースパイシー, Gyarakushī Supaishī) - #210 : L'équipage du CES-66 (CES-66クルー, Sesu Roku Jū Roku Kurū) - #211 : Ultime recours (最後の足掻き, Saigo no Agaki) - #212 : Un pari fou (賭ける人々, Kakeru Hitobito) - #213 : La pièce manquante (Piece, Pīsu) - #214 : Plus que quiconque (他の誰よりも, Hoka no Dare yori mo) |                   |                   |                   |                   |
| 23 | 20 mars 2014      | 978-4-06-387294-1 | 20 juin 2018      | 978-2-8116-4215-0 |
| Extra : Au Japon, le tome 23 (ISBN 978-4-06-358700-5) est sorti en édition spéciale contenant un livret de photos de la fusée japonaise H-IIB par le photographe Kishin Shinoyama.Liste des chapitres : - #215 : Amis pour la vie (友達。フォーエバー, Tomodachi. Fōebā) - #216 : Le poster compte à rebours (秒読みポスター, Byōyomi Posutā) - #217 : Que des bonnes nouvelles (いいニュースといいニュースといいニュースといいニュース, Ii Nyūsu to Ii Nyūsu to Ii Nyūsu to Ii Nyūsu) - #218 : Ma chère Serika (せりかへ, Serika e) - #219 : Une montre à remontage manuel (手巻きの時計, Temaki no Tokei) - #220 : M'sieur Tabu et ses croquettes (たぶさんと嬢ちゃん, Tabu San to Jō Chan) - #221 : D'étincelantes barrettes (かがやく姉のヘアピンと, Kagayaku Ane no Heapin to) - #222 : Les portes du rêve (夢のドア, Yume no Doa) - #223 : Dans les yeux (目を見れば, Me o Mireba) |                   |                   |                   |                   |
| 24 | 22 septembre 2014 | 978-4-06-388351-0 | 19 septembre 2018 | 978-2-8116-4216-7 |
| Extra : Au Japon, le tome 24 (ISBN 978-4-06-358743-2) est sorti en édition spéciale contenant un kit pour fabriquer une fusée à air comprimé, des autocollants et un livret.Liste des chapitres : - #224 : On va dire ça (そういうことにしとこうぜ, Sō Iu Koto ni Shitokō ze) - #225 : Liberio Gotti (リベリオ・ゴッティ, Riberio Gotti) - #226 : En or (ゴールド, Gōrudo) - #227 : La clé et le coffre (鍵と金庫, Kagi to Kinko) - #228 : L. G. (L.G., Eru Jī) - #229 : Parfaite (パーフェクト, Pāfekuto) - #230 : Comme d'habitude (いつものように, Itsumo no Yō ni) - #231 : Mme Sha (シャーさん, Shā San) - #232 : La réponse (答え, Kotae) |                   |                   |                   |                   |
| 25 | 23 février 2015   | 978-4-06-388425-8 | 9 janvier 2019    | 978-2-8116-4476-5 |
| Extra : Au Japon, le tome 25 (ISBN 978-4-06-358761-6) est sorti en édition spéciale.Liste des chapitres : - #233 : 南波工房 (Nanba Kōbō) - #234 : あいつを呼べ (Aitsu o Yobe) - #235 : ノンノ・バビア (Nonno Babia) - #236 : スタートボタン (Sutāto Botan) - #237 : 日々人の風景 (Hibito no Fūkei) - #238 : 共犯グループ (Kyōhan Gurūpu) - #239 : 一緒に宇宙へ行こう (Issho ni Uchū e Ikō) - #240 : カウント０ (Kaunto Zero) - #241 : 上がれ! (Agare!) |                   |                   |                   |                   |
| 26 | 23 juillet 2015   | 978-4-06-388475-3 | 20 mars 2019      | 978-2-8116-4477-2 |
| Extra : Au Japon, le tome 26 (ISBN 978-4-06-358778-4) est sorti en édition spéciale contenant un bracelet d'Apo.Liste des chapitres : - #242 : バクバクだ。 (Bakubaku Da.) - #243 : 癒しのランデブー (Iyashi no Randebū) - #244 : 週刊六太 (Shūkan Mutta) - #245 : 緊急連絡 (Kinkyū Renraku) - #246 : 新しい私 (Atarashii Watashi) - #247 : 聴こえますか (Kikoemasu ka) - #248 : 月面着陸 (Getsumen Chakuriku) - #249 : 最初の一手 (Saisho no Itte) - #250 : 父の長い一言 (Chichi no Nagai Hitokoto) |                   |                   |                   |                   |
| 27 | 20 novembre 2015  | 978-4-06-388523-1 | 18 septembre 2019 | 978-2-8116-4478-9 |
| Extra : Au Japon, le tome 27 (ISBN 978-4-06-358780-7) est sorti en édition spéciale contenant une figurine d'Apo.Liste des chapitres : - #251 : せりかの噂 (Serika no Uwasa) - #252 : 日本人 (Nihonjin) - #253 : 鍵と鍵穴 (Kagi to Kagiana) - #254 : 私しかいない! (Watashi shika Inai!) - #255 : せりかを想う (Serika o Omou) - #256 : 泣かない人 (Nakanai Hito) - #257 : 発する言葉 (Hassuru Kotoba) - #258 : 使命 (Shimei) - #259 : きぼうに水滴 (Kibō ni Suiteki) |                   |                   |                   |                   |
| 28 | 22 avril 2016     | 978-4-06-388592-7 | 16 octobre 2019   | 978-2-8116-4479-6 |
| Extra : Au Japon, le tome 28 (ISBN 978-4-06-362326-0) est sorti en édition spéciale.Liste des chapitres : - #260 : 光 (Hikari) - #261 : 待ってろよシャロン (Mattero yo Sharon) - #262 : 裏側 (Uragawa) - #263 : 想定外 (Sōteigai) - #264 : 穴 (Ana) - #265 : 消失と発見 (Shōshitsu to Hakken) - #266 : 地中の宇宙 (Chichū no Uchū) - #267 : 気付いた一日 (Kizuita Ichinichi) - #268 : 雨の音 (Ame no Oto) |                   |                   |                   |                   |
| 29 | 23 septembre 2016 | 978-4-06-388638-2 | 19 février 2020   | 978-2-8116-4480-2 |
| Extra : Au Japon, le tome 29 (ISBN 978-4-06-358819-4) est sorti en édition spéciale contenant le DVD du film d'animation Space Brothers 0, deux recueils de dessins et un manga d'histoires courtes, des autocollants et des storyboard.Liste des chapitres : - #269 : 大波 (Ōnami) - #270 : 贈り物 (Okurimono) - #271 : このために来た (Kono Tame ni Kita) - #272 : 希望の轍 (Kibō no Wadachi) - #273 : 俺のせいだ (Ore no Sei Da) - #274 : リッテンディンガー峡谷 (Rittendingā Kyōkoku) - #275 : 選ばれし宇宙飛行士 (Erabareshi Asutoronōtsu) - #276 : お前に見せてやりたいぜ (Omae ni Miseteyaritai ze) - #277 : エディを信じて (Edi o Shinjite) |                   |                   |                   |                   |
| 30 | 23 janvier 2017   | 978-4-06-388680-1 | 27 mai 2020       | 978-2-8116-4481-9 |
| Extra : Au Japon, le tome 30 (ISBN 978-4-06-397039-5) est sorti en édition spéciale contenant un support pour téléphone.Liste des chapitres : - #278 : 続きをやろうぜ (Tsuzuki o Yarō ze) - #279 : エディ&ブライアン (Edi ando Buraian) - #280 : 空白の時間に (Kūhaku no Jikan ni) - #281 : 語らずともそこにいてくれればいい (Katarazutomo Soko ni Ite Kurereba Ii) - #282 : 久しぶりムッちゃん (Hisashiburi Mu' Chan) - #283 : 変な一言 (Hen na Hitokoto) - #284 : 決別 (Ketsubetsu) - #285 : 告白 (Kokuhaku) - #286 : ロシアの温度 (Roshia no Ondo) |                   |                   |                   |                   |

### Tomes 31 à 40
| no | Japonais          | Japonais          | Français          | Français          |
| no | Date de sortie    | ISBN              | Date de sortie    | ISBN              |
| --- | ----------------- | ----------------- | ----------------- | ----------------- |
| 31 | 23 juin 2017      | 978-4-06-388734-1 | 16 septembre 2020 | 978-2-8116-4482-6 |
| Extra : Au Japon, le tome 31 (ISBN 978-4-06-397039-5) est sorti en édition spéciale.Liste des chapitres : - #287 : ロシアに飛び込め (Roshia ni tobikome) - #288 : 拳の中に (Kobushi no naka ni) - #289 : 答え合わせ (Kotae-awase) - #290 : 予定通りだ (Yotei-dōrida) - #291 : 太陽のせい (Taiyō no sei) - #292 : オーロラの夜 (Ōrora no yoru) - #293 : 月のオーロラ (Tsuki no ōrora) - #294 : 暗い不安 (Kurai fuan) - #295 : We are lonely… (We are lonely..., Wī Ā Ronrī...) |                   |                   |                   |                   |
| 32 | 22 novembre 2017  | 978-4-06-397044-9 | 9 décembre 2020   | 978-2-8116-4483-3 |
| Extra : Au Japon, le tome 32 (ISBN 978-4-06-397044-9) est sorti en édition spéciale contenant un carnet de notes.Liste des chapitres : - #296 : 仕事だ (Shigoto da) - #297 : 舞台のせいか衣装のせいか (Butai no sei ka ishō no sei ka) - #298 : 日本の日 (Nihon no hi) - #299 : なぜかいつも日々人だけど (Nazeka itsumo Hibito dakedo) - #300 : 祝福の火花 (Shukufuku no hibana) - #301 : 風が吹いてる (Kaze ga fuiteru) - #302 : その瞬間のために… (Sono shunkan no tame ni...) - #303 : 世界一大きい宇宙飛行士 (Sekai ichi ōkii uchū hikōshi) - #304 : トラブルビル (Toraburu Biru)                                                                                    |                   |                   |                   |                   |
| 33 | 23 avril 2018     | 978-4-06-511494-0 | 17 mars 2021      | 978-2-8116-4484-0 |
| Extra : Au Japon, le tome 33 (ISBN 978-4-06-511494-0) est sorti en édition spéciale contenant un DVD.Liste des chapitres : - #305. そんな平和の中がいい (Sonna heiwa no naka ga ii) - #306. 接続 (Setsuzoku) - #307. 地獄のラストステージ (Jigoku no rasuto sutēji) - #308. NO.3 (Nanbā Surī) - #309. 破裂 (Haretsu) - #310. 診断 (Shindan) - #311. 気胸 (Kikyō) - #312. 意志の強さ (Ishi no tsuyosa) - #313. 約束を (Yakusoku o) |                   |                   |                   |                   |
| 34 | 23 octobre 2018   | 978-4-06-513052-0 | 23 juin 2021      | 978-2-8116-6132-8 |
| Extra : Au Japon, le tome 34 (ISBN 978-4-06-512349-2) est sorti en édition spéciale contenant un carnet de notes original.Liste des chapitres : - #314. 進んだ先で (Susunda saki de) - #315. 血が増えている (Chi ga fueteiru) - #316. 光ってくれよ (Hikatte kure yo) - #317. 優しい噓 (Yasashii uso) - #318. 空が見えるわけでもないのに (Sora ga mieru wake demo nai noni) - #319. 二人で治す (Futari de naosu) - #320. 潜るように (Moguru yō ni) - #321. クリスの母親 (Kurisu no hahaoya) - #322. 脈動 (Myakudō) |                   |                   |                   |                   |
| 35 | 22 mars 2019      | 978-4-06-515327-7 | 22 septembre 2021 | 978-2-8116-6134-2 |
| Extra : Au Japon, le tome 35 (ISBN 978-4-06-515327-7) est sorti en édition spéciale contenant un set de papeterie.Liste des chapitres : - #323. From the Moon To the Earth (Furomu za Mūn tu ji Āsu) - #324. パフォーマー (Pafōmā) - #325. 有人ミッション (Yūjin Misshon) - #326. 淡々と (Tantan to) - #327. 自分への言葉 (Jibun e no kotoba) - #328. ハッピーエンド (Happī Endo) - #329. 約束通り (Yakusoku dōri) - #330. 新たな約束 (Arata na yakusoku) - #331. ロシアの決断 (Roshia no ketsudan) |                   |                   |                   |                   |
| 36 | 23 août 2019      | 978-4-06-516896-7 | 17 novembre 2021  | 978-2-8116-6136-6 |
| Extra : Au Japon, le tome 36 (ISBN 978-4-06-516898-1) est sorti en édition spéciale contenant une pochette en peluche d'Apo.Liste des chapitres : - #332. 黄金トリオ (Ōgon Torio) - #333. キングの駒 (Kingu no koma) - #334. この4人 (Kono yonin) - #335. 内ポケットの (Uchi Poketto no) - #336. 月に行っちゃう前に (Tsuki ni itchau mae ni) - #337. 日々人の日々 (Hibito no hibi) - #338. 願いを腕に 証を胸に (Negai o ude ni akashi o mune ni) - #339. ルナランダー (Runa Randā) - #340. デ・ヘルラテクレーター (De Herurate Kurētā) |                   |                   |                   |                   |
| 37 | 21 février 2020   | 978-4-06-518431-8 | 8 décembre 2021   | 978-2-8116-6488-6 |
| Extra : Au Japon, le tome 37 (ISBN 978-4-06-518433-2) est sorti en édition spéciale.Liste des chapitres : - #341. 救いのモニター (Sukui no Monitā) - #342. 小さな音で (Chiisa na oto de) - #343. あの夏の兄弟 (Ano natsu no kyōdai) - #344. 5ミリの仕事 (Go miri no shigoto) - #345. 帰るために (Kaeru tame ni) - #346. 帰還前 (Kikan mae) - #347. 着水 (Chakusui) - #348. 激しい卒業式 (Hageshii sotsugyōshiki) - #349. タイガーチーム (Taigā chīmu) |                   |                   |                   |                   |
| 38 | 20 août 2020      | 978-4-06-520366-8 | 16 mars 2022      | 978-2-8116-6813-6 |
| Extra : Au Japon, le tome 38 (ISBN 978-4-06-520371-2) est sorti en édition spéciale contenant la suite d'un recueil de notes paru en 2012.Liste des chapitres : - #350. 知ることから (Shiru koto kara) - #351. 同じ恐怖 (Onaji kyōfu) - #352. ケンジ&レイジ (Kenji ando Reiji) - #353. いつもの顔で (Itsumo no kao de) - #354. 友の道 (Tomo no michi) - #355. スマイル (Sumairu) - #356. 命綱 (Inochizuna) - #357. フェイクの人 (Feiku no hito) - #358. National Aeronautics and Surprise Administration, NASA (Nashonaru Earonōtikusu ando Sapuraizu Adominisutorēshon Nasa)                                                                                            |                   |                   |                   |                   |
| 39 | 22 février 2021   | 978-4-06-522346-8 | 15 juin 2022      | 978-2-8116-7058-0 |
| Extra : Au Japon, le tome 39 (ISBN 978-4-06-522345-1) est sorti en édition spéciale contenant un livret de dessins et une collection de toutes les couvertures du manga dans le Morning, ainsi que les couvertures de chaque tome depuis 2013.Liste des chapitres : - #359 ファーストフリンジ (Fāsuto Furinji) - #360 もう一人 (Mō hitori) - #361 アストロノミカル・ファーストライト (Asutoronomikaru Fāsuto Raito) - #362 みんなの沈黙に (Minna no chinmoku ni) - #363 月へ行く前に (Tsuki e iku mae ni) - #364 Home (Hōmu) - #365 裸足の4人 (Hadashi no yo nin) - #366 暴投男とびしょ濡れ男 (Bōtō otoko to bishonure otoko) - #367 吹っ飛ばしてくれ (Futtobashitekure) |                   |                   |                   |                   |
| 40 | 22 septembre 2021 | 978-4-06-524461-6 | 21 septembre 2022 | 978-2-8116-7126-6 |
| Extra : Au Japon, le tome 40 (ISBN 978-4-06-524462-3) est sorti en édition spéciale.Liste des chapitres : - #368 La voix de Hibito (日々人の声が聴こえてくるぜ, Hibito no koe ga kikoetekuru ze) - #369 La deuxième fois (2回目兄弟, Ni kai me kyōdai) - #370 Au cœur de la base (基地の心臓部へ, Kichi no shinzōbu e) - #371 La clé de voûte de la Lune (月の要, Tsuki no kaname) - #372 Ça y est presque (もうすぐだ, Mō sugu da) - #373 Interruption (断絶, Danzetsu) - #374 Je sais que t'es là (もういるんだろ, Mō irundaro) - #375 Le jour des miracles (奇跡の日, Kiseki no hi) - #376 Retrouvailles (再会, Saikai)                                               |                   |                   |                   |                   |

### Tomes 41 à aujourd'hui
| no | Japonais          | Japonais          | Français         | Français          |
| no | Date de sortie    | ISBN              | Date de sortie   | ISBN              |
| --- | ----------------- | ----------------- | ---------------- | ----------------- |
| 41 | 23 mai 2022       | 978-4-06-527153-7 | 23 novembre 2022 | 978-2-8116-7379-6 |
| Extra : Au Japon, le tome 41 (ISBN 978-4-06-527154-4) est sorti en édition spéciale.Liste des chapitres : - #377 : Welcome (ウェルカム, Werukamu) - #378 : Et puis, mine de rien... (あと何気に, Ato Nanige ni) - #379 : Mise à jour (更新, Kōshin) - #380 : Le jour de la renaissance (復活の日, Fukkatsu no Hi) - #381 : De beaux projets (最高のこれから, Saikō no Korekara) - #382 : L'emblème (シンボル, Shinboru) - #383 : La préposée (任された人, Makasareta Hito) - #384 : Dans les ténèbres (闇の中へ, Yami no Naka e) - #385 : La zone scintillante (キラキラゾーン, Kira Kira Zōn)                                                          |                   |                   |                  |                   |
| 42 | 22 décembre 2022  | 978-4-06-530078-7 | 16 août 2023     | 978-2-8116-8138-8 |
| Extra : Au Japon, le tome 42 (ISBN 978-4-06-530081-7) est sorti en édition spéciale.Liste des chapitres : - #386 : Enfin côte à côte (ようやく並んだような, Yōyaku Naranda Yō na) - #387 : Faire la lumière (ヒントでピント, Hinto de Pinto) - #388 : La der des der (最後なんだ, Saigo Nanda) - #389 : Pas envie que ça se termine (終わりたくなくて, Owaritakunakute) - #390 : Cet été (この夏の兄弟, Kono Natsu no Kyōdai) - #391 : Mise à jour (帰還前日, Kikan Zenjitsu) - #392 : Au revoir, la Lune (さよならムーン, Sayonara Mūn) - #393 : Un paysage palpitant (胸騒ぎの風景, Munasawagi no Fūkei) - #394 : Vers Oriol (オリョールへ, Oryōru e) |                   |                   |                  |                   |
| 43 | 22 septembre 2023 | 978-4-06-532538-4 | 17 avril 2024    | 978-2-8116-8483-9 |
| Extra : Au Japon, le tome 43 (ISBN 978-4-06-532562-9) est sorti en édition spéciale.Liste des chapitres : - #395 : Incendie (火の手, Hi no Te) - #396 : Encore en vie (まだ生きてる, Mada Ikiteru) - #397 : Pas de blague, Oriol ! (頼むぜ帰還船, Tanomu ze Oryōru) - #398 : Donc c'est moi (俺が行く, Ore ga Iku) - #399 : Un message pour eux (二人に伝えること, Futari ni Tsutaeru Koto) - #400 : Pour eux deux (2人のために, Futari no Tame ni) - #401 : Lien de cordée (つなぐ, Tsunagu) - #402 : Un mot d'adieu (別れの挨拶, Wakare no Aisatsu) - #403 : Parce qu'ils sont frères (兄弟だからこそ, Kyōdai Dakara Koso)                            |                   |                   |                  |                   |
| 44 | 23 juillet 2024   | 978-4-06-536000-2 | 19 février 2025  | 978-2-8116-9265-0 |
| Liste des chapitres : - #404 : Le monde de la mort (死の世界, Shi no Sekai) - #405 : Jusqu'à m'agripper au Soyouz (ソユーズを摑むまで, Soyūzu o Tsukamu Made) - #406 : Cramponne-toi ! (摑まってろ, Tsukamattero) - #407 : C'est la fin (終わりだ, Owari Da) - #408 : Impuissante (何もできない, Nanimo Dekinai) - #409 : Boomerang (ブーメラン, Būmeran) - #410 : Le même univers (同じ宇宙, Onaji Uchū) - #411 : Plus qu'à espérer (ただ願うことくらいしか, Tada Negau Koto Kurai Shika) - #412 : Messages à la dérive (届かぬメッセージ, Todokanu Messēji)                                                                                           |                   |                   |                  |                   |
| 45 | 23 juillet 2025   | 978-4-06-540032-6 |                  |                   |
| Liste des chapitres : - #413 : 4時間半 (Yojikan Han) - #414 : ブライアンのように (Buraian no Yō ni) - #415 : 楕円軌道 (Daen Kidō) - #416 : 苦しいほどの希望 (Kurushii Hodo no Kibō) - #417 : 日々人が来る (Hibito ga Kuru) - #418 : 捜す (Sagasu) - #419 : 遺言 (Yuigon) - #420 : 点滅 (Tenmetsu) - #421 : 最後のチャンス (Saigo no Chansu) |                   |                   |                  |                   |
| — |                   |                   |                  |                   |
| Liste des chapitres : - #422 : 摑んだ! (Tsukanda!) - #423 : なんて兄弟 (Nante Kyōdai) - #424 : 吉報 (Kippō) - #425 : ピースしながら出てきたみたいな (Pīsu Shinagara Detekita Mitai na) |                   |                   |                  |                   |

### Kōdansha
Édition standard
1. 1 2  Tome 1
2. 1 2  Tome 2
3. 1 2  Tome 3
4. 1 2  Tome 4
5. 1 2  Tome 5
6. 1 2  Tome 6
7. 1 2  Tome 7
8. 1 2  Tome 8
9. 1 2  Tome 9
10. 1 2  Tome 10
11. 1 2  Tome 11
12. 1 2  Tome 12
13. 1 2  Tome 13
14. 1 2  Tome 14
15. 1 2  Tome 15
16. 1 2  Tome 16
17. 1 2  Tome 17
18. 1 2  Tome 18
19. 1 2  Tome 19
20. 1 2  Tome 20
21. 1 2  Tome 21
22. 1 2  Tome 22
23. 1 2  Tome 23
24. 1 2  Tome 24
25. 1 2  Tome 25
26. 1 2  Tome 26
27. 1 2  Tome 27
28. 1 2  Tome 28
29. 1 2  Tome 29
30. 1 2  Tome 30
31. 1 2  Tome 31
32. 1 2  Tome 32
33. 1 2  Tome 33
34. 1 2  Tome 34
35. 1 2  Tome 35
36. 1 2  Tome 36
37. 1 2  Tome 37
38. 1 2  Tome 38
39. 1 2  Tome 39
40. 1 2  Tome 40
41. 1 2  Tome 41
42. 1 2  Tome 42
43. 1 2  Tome 43
44. 1 2  Tome 44
45. 1 2  Tome 45

Édition spéciale
1. ↑  Tome 11 Édition spéciale
2. ↑  Tome 17 Édition spéciale
3. ↑  Tome 18 Édition spéciale
4. ↑  Tome 20 Édition spéciale
5. ↑  Tome 21 Édition spéciale
6. ↑  Tome 22 Édition spéciale
7. ↑  Tome 23 Édition spéciale
8. ↑  Tome 24 Édition spéciale
9. ↑  Tome 25 Édition spéciale
10. ↑  Tome 26 Édition spéciale
11. ↑  Tome 27 Édition spéciale
12. ↑  Tome 28 Édition spéciale
13. ↑  Tome 29 Édition spéciale
14. ↑  Tome 30 Édition spéciale
15. ↑  Tome 31 Édition spéciale
16. ↑  Tome 32 Édition spéciale
17. ↑  Tome 33 Édition spéciale
18. ↑  Tome 34 Édition spéciale
19. ↑  Tome 35 Édition spéciale
20. ↑  Tome 36 Édition spéciale
21. ↑  Tome 37 Édition spéciale
22. ↑  Tome 38 Édition spéciale
23. ↑  Tome 39 Édition spéciale
24. ↑  Tome 40 Édition spéciale
25. ↑  Tome 41 Édition spéciale
26. ↑  Tome 42 Édition spéciale
27. ↑  Tome 43 Édition spéciale

### Pika Édition
1. 1 2  Tome 1
2. 1 2  Tome 2
3. 1 2  Tome 3
4. 1 2  Tome 4
5. 1 2  Tome 5
6. 1 2  Tome 6
7. 1 2  Tome 7
8. 1 2  Tome 8
9. 1 2  Tome 9
10. 1 2  Tome 10
11. 1 2  Tome 11
12. 1 2  Tome 12
13. 1 2  Tome 13
14. 1 2  Tome 14
15. 1 2  Tome 15
16. 1 2  Tome 16
17. 1 2  Tome 17
18. 1 2  Tome 18
19. 1 2  Tome 19
20. 1 2  Tome 20
21. 1 2  Tome 21
22. 1 2  Tome 22
23. 1 2  Tome 23
24. 1 2  Tome 24
25. 1 2  Tome 25
26. 1 2  Tome 26
27. 1 2  Tome 27
28. 1 2  Tome 28
29. 1 2  Tome 29
30. 1 2  Tome 30
31. 1 2  Tome 31
32. 1 2  Tome 32
33. 1 2  Tome 33
34. 1 2  Tome 34
35. 1 2  Tome 35
36. 1 2  Tome 36
37. 1 2  Tome 37
38. 1 2  Tome 38
39. 1 2  Tome 39
40. 1 2  Tome 40
41. 1 2  Tome 41
42. 1 2  Tome 42
43. 1 2  Tome 43
44. 1 2  Tome 44